# 罗伯特·费迪南德·瓦格纳一世
罗伯特·费迪南德·瓦格纳一世（英语：Robert Ferdinand Wagner I，1877年6月8日—1953年5月4日）美国政治家，纽约州民主党参议员，生于普鲁士纳施泰滕，1885年随父母移民美国，就读纽约法学院，后当选纽约州议会议员，成为纽约州民主党领袖。罗斯福新政时期，推进通过了《全国劳资关系法》，又称“瓦格纳法”等法案。他的儿子小罗伯特·费迪南德·瓦格纳曾任纽约市市长。